# Caála
Caála est une ville située dans la province de Huambo, en Angola. Sa population est estimée à 21 205 habitants en 2005.

## Source
- (en) Cet article est partiellement ou en totalité issu de l’article de Wikipédia en anglais intitulé « Caála » (voir la liste des auteurs).